# Variación compensatoria
En economía, la variación compensatoria (VC) es una medida del cambio de utilidad introducido por John Hicks (1939). La 'variación compensatoria' representa la cantidad de dinero adicional que un agente requiere para alcanzar su nivel de utilidad original tras un cambio en los precios, en la calidad de los productos o tras la introducción de nuevos productos. La variación compensatoria puede ser usada para hallar el efecto de los cambios de precios en el bienestar neto de un agente. La VC refleja los nuevos precios y el viejo nivel de utilidad. Usualmente, se representa mediante el uso de una función de gasto, e(p,u):
{\displaystyle VC=e(p_{1},u_{1})-e(p_{1},u_{0})}
{\displaystyle =w-e(p_{1},u_{0})}
{\displaystyle =e(p_{0},u_{0})-e(p_{1},u_{0})}
donde {\displaystyle w} es el nivel de riqueza, {\displaystyle p_{0}} y {\displaystyle p_{1}} son el viejo y el nuevo nivel de precios, respectivamente, y {\displaystyle u_{0}} y {\displaystyle u_{1}} son el viejo y el nuevo nivel de utilidad. La primera ecuación puede ser interpretada como la cantidad mínima (máxima) de dinero que habría que darle (quitarle) a un consumidor para que aceptara el cambio de precios. Cabe mencionar, sin embargo, que en el caso en que el consumidor recibiera dinero, su signo será negativo, mientras que será positivo en caso de que hubiera que quitarle dinero, aun cuando esto no cambie la interpretación.
De forma más intuitiva, la ecuación puede ser escrita usando la función de utilidad indirecta, v(p,w):
{\displaystyle v(p_{1},w-VC)=u_{0}}
{\displaystyle e(p_{1},v(p1,w-VC))=e(p_{1},u_{0})}
{\displaystyle w-VC=e(p_{1},u_{0})}
{\displaystyle VC=w-e(p_{1},u_{0})}
que es una de las definiciones equivalentes de la VC.
La variación compensatoria representa la métrica detrás de la eficiencia de Kaldor-Hicks; si los ganadores de un cambio particular de política pueden alcanzar a compensar a los perdedores, la política eficiente en el sentido de Kaldor-Hicks, aun si la compensación no fuera realizada.
La Variación equivalente (VE) es una medida cercanamente relacionada que usa el viejo nivel de precios y el nuevo nivel de utilidad. Mide la máxima (mínima) cantidad de dinero que un consumidor pagaría (aceptaría recibir) para evitar un cambio de precios, antes de que ocurriese. Cuando el bien no es normal ni inferior, y cuando la demanda del bien no varía con el ingreso en el rango analizado, VE (Variación equivalente) = VC (Variación Compensatoria) = EC (Excedente del Consumidor)

## Ejemplo de la adición de un nuevo producto
Asúmase una demanda logarítmico-lineal para un producto, dada por la función
{\displaystyle x(p,y)=Ap^{\alpha }y^{\delta }}.
La variación compensatoria que resultaría de la introducción de este nuevo producto es 
{\displaystyle CV=\left[{{\frac {1-\delta }{1+\alpha }}y^{-\delta }(p_{n_{0}}x_{0}-p_{n_{1}}x_{1})+y^{(1-\delta )}}\right]^{1/(1-\delta )}-y.}
Si se asume la inexistencia de efecto ingreso {\displaystyle {\delta }=0} y un nivel nulo de ventas del producto de forma previa a su introducción {\displaystyle p_{n_{0}}x_{0}=0}, esto se reduce a
{\displaystyle CV=-{\frac {p_{n_{1}}x_{1}}{1+\alpha }}.}
En el caso de que no hubiera efecto ingreso, pero existiesen, de forma previa, productos en el mercado, con un precio distinto, 
{\displaystyle CV=-{\frac {p_{1}x_{1}-p_{0}x_{0}}{1+\alpha }}.}